# Santiago de Cuba
Santiago de Cuba je drugi grad po veličini na Kubi i središte istoimene kubanske pokrajine, Santiago de Cuba. Ima 508.105 stanovnika (2021.), dok metropolitansko područje broji 902.825 stanovnika. Nalazi se na zaljevu na Karipskom moru ispod planine Sierra Maestra, oko 870 km jugozapadno od Havane. Santiago de Cuba je značajna luka, posebno za izvoz poljoprivrednih proizvoda.

## Povijest
Kristofor Kolumbo je već ugledao njegov zaštićeni zaljev na svojim prvim putovanjima u Ameriku. Naselje je osnovao Diego Velázquez de Cuéllar 18. lipnja 1515. na ušću rijeke Paradas da bi kasnije bio preseljen na današnju lokaciju. Katederala po kojoj je grad poznat sagrađena je 1520. godine, ali je ubrzo izgorjela zajedno s većim dijelom grada. Osvajač Hernán Cortés bio je prvi gradonačelnik grada i odatle je krenuo u osvajanje Meksika. Santiago de Cuba je bio glavni grad Kube i sjedište guvernera od 1522. do 1588. ili 1553. kada taj primat preuzima Havana. 
Neuspjeli „Desetogodišnji rat” za neovisnost Kube od Španjolske (1868.-1878.) je naišao na pozitivnu potporu u pokrajini Santiagao de Cuba, a 1895. uspješni „Rat za neovisnost Kube” (1895.-1898.) je pokrenut odlučnim akcijama u okolici grada, poput bitke kod Loma de San Juana i pomorske bitke kod Santiaga de Cube.
Tijekom španjolsko-američkog rata 1898. SAD u luci Santiago de Cuba blokirale španjolsku mornaricu pod zapovjedništvo admirala Cravera. Gradska luka je bila dobro branjena podvodnim minama i torpedima te se španjolska mornarica osjećala relativno sigurno. Španjolska mornarica je čekala povoljan trenutak da izađe na otvoreno more te da se iz bolje pozicije sukobi s američkom flotom pod zapovjedništvom admirala William T. Sampsona. Nakon mjesec dana iščekivanja admiral Cravera je shvatio da se ispred luke gomilaju američke pomorske snage te da je proboj blokade nužan što prije. Za proboj se odlučio 3. srpnja, 1898 u 9 sati. Započela je najveća pomorska bitka u kubanskoj povijesti. U bitci su na španjolskoj strani sudjelovale krstarice Infanta Maria Teresa, Vizcaya, Cristóbal Colón i Almirante Oquendo te dva razarača Furor i Pluton. Krstarica Reina Mercedes nije isplovila zbog problema s kotlovima. U neravnopravnoj borbi protiv daleko nadmoćnijeg neprijatelja samo je oklopna krstarica Cristóbal Colón pod zapovjedništvom kapetana Emilia Diaz Moreua probila blokadu. Uvidjevši beznadnost situacije i ne želeći bezrazložno ugroziti živote posade kapetan je odlučio potopiti krstaricu u ušću rijeke Tarquino. Njenim potonućem završila je španjolska nazočnost u zapadnoj hemisferi. Ratne zastave sa španjolskih brodova čuvaju se u Pomorskoj akademiji u Annapolisu.
Santiago je krajem 18. i početkom 19. stoljeća bio domaćin imigrantima s Karipskog mora, od Malih Antila do Velikih Antila, uglavnom izbjeglicama sa susjednog Haitija i daleke Louisiane, obje bivše francuske kolonije. Krajem 19. i početkom 20. stoljeća grad je primio nove valove katalonskih, jamajčanskih i kineskih imigranata. Njegova izmiješanost i jedinstven zemljopisni položaj učinili su Santiagom mjestom gdje se „ajiaco” stvarao bez premca u cijeloj zemlji; ajiaco (naziv prema popularnomj mješanom varivu) se danas definira kao kubanska nacionalnost.
Napadom Castrovih revolucionara na vojarnu Moncada 26. srpnja 1953. započela je kubanska revolucija. Datum napada na vojarnu Moncada Castro je odabrao za naziv svog revolucionarnog pokreta Movimiento 26 Julio ili M 26-7. Napad su početkom 1953 isplanirali Fidel Castro i Abel Santamaria. Vojarna Moncada je u to vrijeme bila druga najveća vojarna na Kubi te se u trenutku napada u njoj nalazilo preko 1.000 dobro uvježbanih vojnika.Castro je u napad poveo 111 muškaraca i dvije žene (Melba Hernandez i Haydee Santamaria). Zbog loše organizacije i logistike te očiglednog oslanjanja na element iznenađenja napad je neslavno propao, a pobunjenici su se u manjim grupama razbježali. Sam Fidel Castro se sklonio u obližnjoj planini Gran Piedra gdje je ubrzo uhvaćen. U napadu je poginulo 19 vladinih vojnika te 8 pobunjenika. Naknadno je ubijen 61 pobunjenik dok su ostali uključujući Fidela i Raula Castra izvedeni pred sud. Fidel Castro je osuđen na 15 godina zatvora od kojih je izdržao godinu i sedam mjeseci. Pušten je iz zatvora 15. svibnja 1955. nakon posvemašnog pritiska javnosti i posredovanja nadbiskupa Pereza Serantosa. Castro je napustio zemlju i otišao u egzil. Vratio se 2. prosinca 1956. na brodu Granma kako bi po drugi put započeo vojnu pobunu protiv režima generala Fulgencija Batiste. Tijekom oružane borbe koja je završila konačnom pobjedom 1. siječnja 1959. Santiago de Cuba odigrao je važnu ulogu glavnog logističkog mjesta. U gradu je 1959. proglašena pobjeda revolucije, te je Santiago de Cuba odabran za novi glavni grad Kube. Odluka o promijeni glavnog grada ubrzo je opozvana.

## Zemljopis
Grad se razvio u podnožju dubokog istoimenog zaljeva i na kopnu ga okružuje gorje Sierra Maestra. Ima vruću i vlažnu klimu. Pejzaži istovremeno uključuju kompleksnost urbanih elemenata, prirodnog zelenila i morskih okruženja. Ima nepravilan odmak prema zaljevu, što je pridonijelo razvoju urbane sredine u kojoj su avenije i ulice strme ili se spuštaju.

### Klima
| Klimatološki srednjaci za Santiago de Cuba | Klimatološki srednjaci za Santiago de Cuba | Klimatološki srednjaci za Santiago de Cuba | Klimatološki srednjaci za Santiago de Cuba | Klimatološki srednjaci za Santiago de Cuba | Klimatološki srednjaci za Santiago de Cuba | Klimatološki srednjaci za Santiago de Cuba | Klimatološki srednjaci za Santiago de Cuba | Klimatološki srednjaci za Santiago de Cuba | Klimatološki srednjaci za Santiago de Cuba | Klimatološki srednjaci za Santiago de Cuba | Klimatološki srednjaci za Santiago de Cuba | Klimatološki srednjaci za Santiago de Cuba | Klimatološki srednjaci za Santiago de Cuba |
| mjesec                                     | sij                                        | velj                                       | ožu                                        | tra                                        | svi                                        | lip                                        | srp                                        | kol                                        | ruj                                        | lis                                        | stu                                        | pro                                        | godina                                     |
| ------------------------------------------ | ------------------------------------------ | ------------------------------------------ | ------------------------------------------ | ------------------------------------------ | ------------------------------------------ | ------------------------------------------ | ------------------------------------------ | ------------------------------------------ | ------------------------------------------ | ------------------------------------------ | ------------------------------------------ | ------------------------------------------ | ------------------------------------------ |
| srednji maksimum, °C                       | 28                                         | 28                                         | 28                                         | 28                                         | 29                                         | 30                                         | 31                                         | 31                                         | 31                                         | 30                                         | 29                                         | 28                                         | 31                                         |
| srednja dnevna temperatura, °C             | 24,5                                       | 24,5                                       | 25                                         | 25,5                                       | 26                                         | 27                                         | 28                                         | 28                                         | 27,5                                       | 27                                         | 26                                         | 25                                         | 26                                         |
| srednji minimum, °C                        | 21                                         | 21                                         | 22                                         | 23                                         | 23                                         | 24                                         | 25                                         | 25                                         | 24                                         | 24                                         | 23                                         | 22                                         | 21                                         |
| oborine, mm                                | 73,7                                       | 43,2                                       | 53,3                                       | 58,4                                       | 139,7                                      | 101,6                                      | 68,6                                       | 94,0                                       | 106,7                                      | 193,0                                      | 94,0                                       | 81,3                                       | 1017,5                                     |
| Izvor: weather.com, 30/11/2009             |                                            |                                            |                                            |                                            |                                            |                                            |                                            |                                            |                                            |                                            |                                            |                                            |                                            |

## Znamenitosti
Santiago de Cuba ima mnogo kulturno-povijesnih lokaliteta koji privlače turiste. Utvrda San Pedro de la Roca pod posebnom zaštitom UNESCO-a, te najveća katedrala na Kubi su najistaknutiji.
U gradu se poklapa više arhitektonskih stilova, od kolonijalnog i baroknog, preko neoklasičnog i avangarde do  art decoa i najprofinjenijeg racionalizma, zbog čega se općenito opisuje kao grad eklektičnog stila.
Park Baconao u Santiagu de Cuba je nacionalni park koji pokriva široku planinsku i obalnu regiju oko 20 km istočno od grada, pokrivajući površinu od oko 84.600 hektara. UNESCO ga je 1987. godine upisao u „Svjetsku mrežu rezervata biosfere”. 

### El Castillo del Morro San Pedro de la Roca
Bez sumnje najprepoznatljivija građevina u gradu je kamena utvrda koju je dizajnirao talijanski vojni arhitekt Juan Bautista Antonelli između 1633. i 1639. Sličnu utvrddu isti je arhitekt dizajnirao u Havani. Naručitelj radova bio je tadašnji guverner Santiaga de Cube Pedro de la Roca y Borja po kome tvrđava nosi ime. Iako utvrda djeluje neosvojivo, 1661. ju je na opće iznenađenje osvojio engleski pirat Christopher Myngs. Nakon nemilog događaja je obnovljena i proširena, a na njenoj obnovi su sudjelovali poznati inženjeri toga doba John Císcar Ibanez, Juan Ramirez i Francisco Perez Císcar. Obnova je trajala od 1663. do 1669. godine. Za današnji izgled utvrde zaslužan je Juan Francisco Martín Cermeno koji ju je obnovio nakon dva snažna potresa 1757. i 1766. godine. Utvrdu je UNESCO proglasio svjetskom baštinom na sastanku održanom između 1. i 6. prosinca 1997. u Napulju, Italija. Danas se u utvrdi nalazi muzej Museo de la Pirateria gdje su izloženi artefakti iz perioda piratskih napada na grad Santiago de Cuba.

### Groblje Santa Ifigenia
Groblje Santa Ifigenia nalazi se u sjeverozapadnom dijelu grada i poznato je po tome što je na njemu pokopan kubanski nacionalni heroj José Martí. Groblje je osnovano 1868. godine radi sprječavanja širenja žute groznice i kolere. Na groblju su pokopane mnoge poznate osobe iz kubanske povijesti, rata za nezavisnost, kubanske revolucije, ali i poznate osobe iz kubanskog kulturnog života. Groblje je proglašeno nacionalnim spomenikom 7. siječnja 1937. godine. Odluku je revolucionarna vlada potvrdila 20. svibnja 1979.
Poznate osobe pokopane na groblju:
- Fidel Castro
- José Julian Marti
- Emilio Bacardí Moreau
- Antonio Maceo
- Compay Segundo
- Frank Pais

## Stanovništvo
Općina Santiago de Cuba, u kojoj se nalazi njezin glavni grad, najmnogoljudnija je na Kubi.
| 36.752                                                                     | 43.090  | 45.470  | 62.083  | 101.508 | 118.266 | 163.237 |
| 1970.                                                                      | 1981.   | 2002.   | 2003.   | 2004.   | 2005.   | 2006.   |
| 277.600                                                                    | 347.279 | 423.392 | 424.031 | 424.905 | 425.780 | 426.199 |
| 2007.                                                                      | 2008.   | 2009.   | 2010.   | 2012.   | 2017.   | 2021.   |
| 426.618                                                                    | 426.679 | 446.233 | 445.399 | 431.272 | 433.498 | 508.105 |
| Popisi stanovništva do 2002. godine i 2012.; procjene između 2003. i 2021. |         |         |         |         |         |         |

## Kultura
Santiago de Cuba je kolijevka velikog broja kubanskih glazbenih žanrova. Prepoznata je kao „Kolijevka sona i bolera”", tradicionalna trova i zborski izričaj imaju duboke korijene. Tamo su rođeni veliki glazbenici kao što su Ibrahim Ferrer Planas, Sindo Garay, Ñico Saquito, Eliades Ochoa, Compay Segundo i Olga Guillot, da spomenemo samo neke. Najvažniji popularni festivali su karneval u Santiagu (Carnaval santiaguero) i Festival vatre (Fiesta del Fuego).
Tivoli je jedna od najvažnijih i najpovijesnijih četvrti u gradu. Do nje se može doći stubištem Padre Pico, koje je dobro poznato stanovnicima Santiaga i koje se sastoji od 52 stube. Haićanski imigranti su se nastanili na ovom mjestu kako bi pobjegli od političke situacije u svojoj zemlji, također uvozeći svoju kulturu i običaje. S arhitektonske strane, naselje se sastoji od vrlo visokih kuća koje gledaju u smjeru mora. Na ovom je mjestu započeo karneval u Santiagu, zbog mješavine haićanskih poganskih slavlja i plesova iz Francuske.
Santiago de Cuba ima nekoliko centara visokog obrazovanja. Među najvažnijima su sveučilište Universidad de Oriente, Visoki institut medicinskih znanosti i Visoki pedagoški institut "Frank País".

## Zbratimljeni gradovi
| - Cartagena de Indias, Kolumbija - Esmeralda, Ekvador - Estación Central, Čile - Lisabon, Portugal - Maracaibo,Venecuela - Maracay, Venecuela - Montego Bay, Jamajka | - Nicoya, Kostarika - Oakland (Kalifornija), Sjedinjene Američke Države - Querétaro, Meksiko - Rosario, Argentina - Sabaneta, Venecuela - Santiago (Nuevo León), Meksiko - Santiago de Compostela, Španjolska | - Santiago de los Caballeros, Dominikanska Republika - Teror, Španjolska - Salerno, Italija - Šangaj, Kina - Paraná, Argentina - Tulsa, Oklahoma, Sjedinjene Američke Države |

### Ostali projekti
|  | Zajednički poslužitelj ima još gradiva o temi Santiago de Cuba |